# الأركان الكبرى

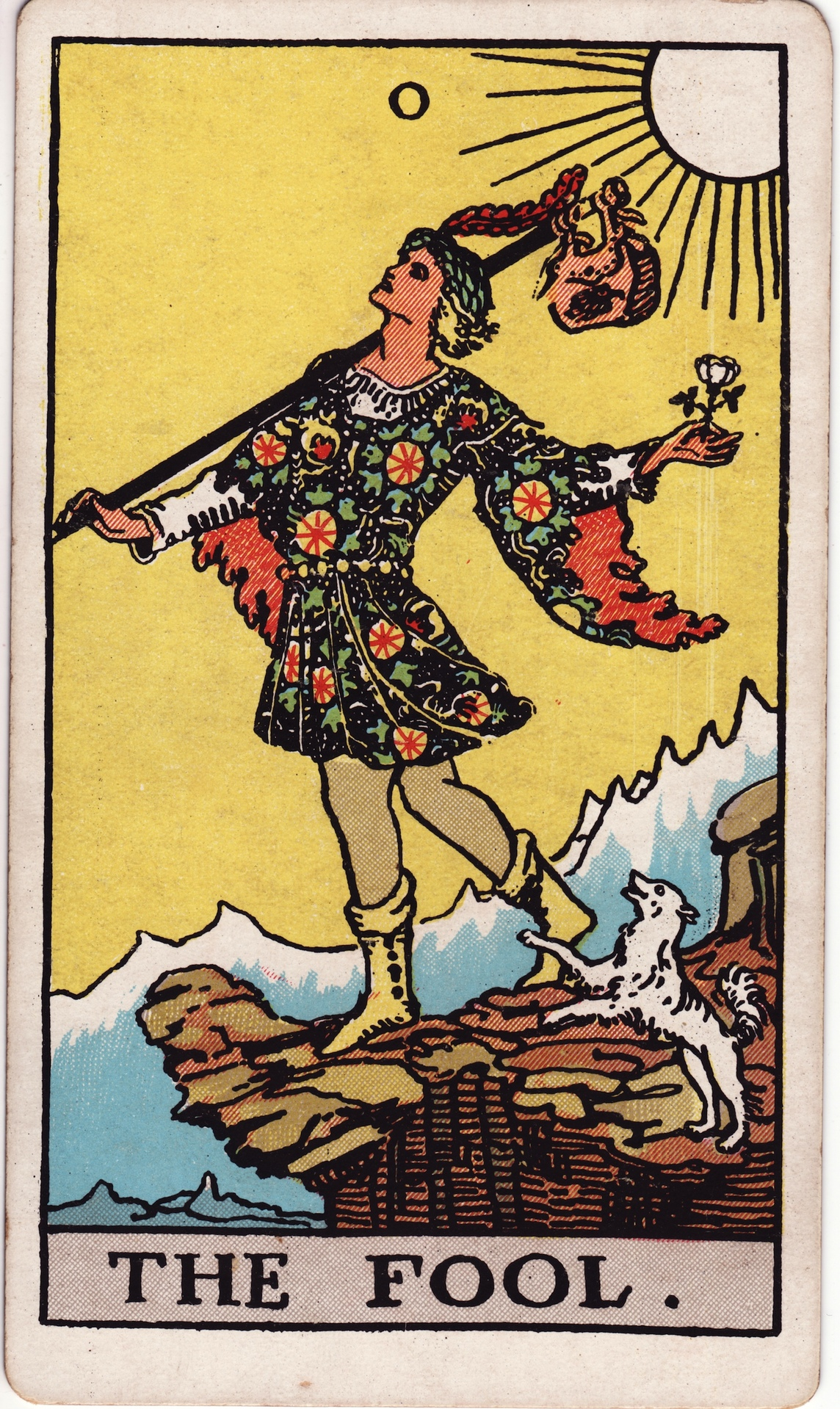
كارت الاحمق

الأركان الكبرى (بالإنجليزية: The Major Arcana)‏، هي البطاقات المسماة أو المرقمة في حزمة التاروت الكارتومانية، الاسم الذي أطلقه الباطنيون في الأصل على الأوراق الرابحة لحزمة التاروت العادية المستخدمة للعب ألعاب الورق. يوجد عادة 22 بطاقة من هذا القبيل في حزمة قياسية مكونة من 78 بطاقة، مرقمة عادةً من 0 إلى 21 (في حزم لعب الورق، لا يوجد 0، البطاقة غير المرقمة هي البطاقة المخادعة).
قبل القرن السابع عشر، كانت بطاقات التاروت تُستخدم فقط لممارسة الألعاب، وكانت ورقة الأحمق و21 ورقة رابحة مجرد جزء من حزمة بطاقات قياسية تُستخدم للألعاب والمقامرة. ربما كانت هناك أهمية مجازية وثقافية مرتبطة بها، ولكن أبعد من ذلك، لم يكن للأوراق الرابحة في الأصل أي أهمية صوفية أو سحرية. مع التشكيلات المصممة لألعاب الورق (ألعاب ورق التاروت)، تعمل هذه البطاقات كأوراق رابحة دائمة وتتميز عن البطاقات المتبقية والتي يعرفها الباطنيون باسم الأركان الصغرى.
كتب السير مايكل دوميت أن أوراق الأحمق والأوراق الرابحة كان لها في الأصل معنى مجازي أو باطني بسيط، نشأ في الغالب في أيديولوجية النخبة في المحاكم الإيطالية في القرن 15 عندما تم اختراعها. بدأت الأهمية الغامضة في الظهور في القرن الثامن عشر، عندما نشر أنطوان كورت دي جيبلين (1725-1784)، وهو رجل دين سويسري وماسوني، مقالتين عن التاروت في المجلد 8 (1781) من عمله بعنوان (العالم البدائي)، وهي موسوعة غير مكتملة تتكون من 9 مجلدات (1773-1782).